# Nidzica
Nidzica (Neidenburg fino al 1945) è un comune urbano-rurale polacco del distretto di Nidzica, nel voivodato della Varmia-Masuria.
Ricopre una superficie di 378,88 km² e nel 2004 contava 21 480 abitanti. 

## Geografia
La città è attraversata dal fiume Nida (in tedesco Neide), da cui deve il suo nome. Il paesaggio circostante è caratterizzato da basse colline e dalle grandi foreste di conifere situate a nord-est. Nidzica si trova ad un'altitudine di 172 metri s.l.m..
Accanto alla città passa la strada europea E77, che la collega alla vicina città di Olsztyn (distante circa 50 km). Nidzica è servita anche dalla rete ferroviaria.

## Luoghi d'interesse
Di rilevanza culturale è il castello situato nel centro della città di Nidzica, costruito intorno al 1376 dai cavalieri teutonici. Oltre alla fortezza, alla chiesa e al municipio nel centro storico sono pochi gli edifici antichi rimasti. La piazza del mercato ha comunque mantenuto il suo antico aspetto pittoresco.